# Burgos (La Union)
Burgos is een gemeente in de Filipijnse provincie La Union in het noordwesten van het eiland Luzon. Bij de laatste census in 2007 had de gemeente ruim achtduizend inwoners.

## Geografie

### Bestuurlijke indeling
Burgos is onderverdeeld in de volgende 12 barangays:
| - Agpay - Bilis - Caoayan - Dalacdac - Delles - Imelda | - Libtong - Linuan - New Poblacion - Old Poblacion - Lower Tumapoc - Upper Tumapoc |

## Demografie
Burgos had bij de census van 2007 een inwoneraantal van 8.261 mensen. Dit zijn 1.513 mensen (22,4%) meer dan bij de vorige census van 2000. De gemiddelde jaarlijkse groei komt daarmee uit op 2,83%, hetgeen hoger is dan het landelijk jaarlijks gemiddelde over deze periode (2,04%).